# Tat'jana Košeleva
Tat'jana Sergeevna Košeleva (in russo Татьяна Сергеевна Кошелева?; Minsk, 23 dicembre 1988) è una dirigente sportivo ed ex pallavolista russa, nel ruolo di schiacciatrice.

## Carriera

### Club
La carriera da professionista di Tat'jana Košeleva inizia nella stagione 2006-07 quando debutta in Superliga tra le file della Dinamo Mosca, con cui vince subito il campionato russo. Nella stagione seguente viene ingaggiata dallo Zareč'e Odincovo dove resta per un triennio, aggiudicandosi due scudetti ed una Coppa di Russia.
Nella stagione 2010-11 viene ingaggiata dalla Dinamo-Kazan, con cui vince lo scudetto e la Coppa di Russia, mentre nel campionato seguente passa alla Dinamo Krasnodar. All'inizio dell'annata 2012-13 torna a difendere i colori del club di Kazan', che tuttavia lascia dopo qualche mese per fare ritorno alla Dinamo Mosca, con la quale si aggiudica la Coppa di Russia 2013, venendo premiata come MVP del torneo.
Nella stagione 2014-15 ritorna a vestire per un biennio la maglia del club di Krasnodar con cui vince una Coppa CEV, venendo premiata come miglior giocatrice, e due edizioni consecutive della Coppa di Russia. Nel campionato 2016-17 lascia per la prima volta la Russia, andando a giocare in Turchia con l'Eczacıbaşı, club impegnato nella Sultanlar Ligi col quale vince il campionato mondiale per club 2016. Nel campionato successivo resta nella massima divisione turca, accasandosi al Galatasaray.
Nella stagione 2018-19 gioca in Brasile, difendendo i colori del Rio de Janeiro, nella Superliga Série A; alla chiusura del campionato brasiliano, si trasferisce in Italia per disputare i playoff della Serie A1 2018-19 con la maglia della Savino Del Bene. Per l'annata 2019-20 si accorda con il Guangdong, club militante nella Chinese Volleyball Super League; terminati gli impegni in Cina, nel gennaio 2020 torna in patria per disputare la seconda parte della stagione con la Lokomotiv Kaliningrad.
Poco dopo l'inizio del campionato 2020-21, si accasa nuovamente al Galatasaray, mentre per il campionato 2021-22 firma per la Megavolley, tornando dunque in Serie A1; al termine della stagione 2023-24 annuncia il ritiro dalla pallavolo giocata e contestualmente entra nell'organigramma della Megavolley come supervisore del settore giovanile.

### Nazionale
Nel 2007 riceve le prime convocazioni in nazionale, vincendo la medaglia di bronzo al campionato europeo. A questo successo seguono la medaglia d'argento al World Grand Prix 2009, venendo anche premiata come miglior attaccante della manifestazione, e la medaglia d'oro al campionato mondiale 2010.
Conquista ancora un oro al campionato europeo 2013, venendo premiata anche come miglior giocatrice, e la medaglia di bronzo alla World Grand Prix 2014. In seguito si laurea nuovamente campionessa d'Europa al campionato europeo 2015, venendo premiata anche in questo caso come MVP. Riceve le ultime convocazioni in nazionale nella VNL 2021. 

## Palmarès

### Club
- Campionato russo: 4

2006-07, 2007-08, 2009-10, 2010-11
- Coppa di Russia: 5

2007, 2010, 2013, 2014, 2015
- Campionato mondiale per club: 1

2016
- Coppa CEV: 1

2014-15

### Nazionale (competizioni minori)
- Trofeo Valle d'Aosta 2008

### Premi individuali
- 2009 - World Grand Prix: Miglior attaccante
- 2010 - Superliga russa: MVP
- 2010 - Montreux Volley Masters: Miglior attaccante
- 2010 - Campionato mondiale: Miglior attaccante
- 2013 - Coppa di Russia: MVP
- 2013 - Campionato europeo: MVP
- 2015 - Coppa CEV: MVP
- 2015 - Coppa del Mondo per club: Miglior schiacciatrice
- 2015 - Coppa del Mondo: Miglior schiacciatrice
- 2015 - Campionato europeo: Miglior schiacciatrice
- 2015 - Campionato europeo: MVP
- 2016 - Campionato mondiale per club: Miglior schiacciatrice